# El Cafetal (Caracas)
El Cafetal es una macro-urbanización y sector de la Parroquia El Cafetal en el Municipio Baruta de la ciudad de Caracas, al norte de Venezuela. Dentro de El Cafetal existen urbanizaciones con características específicas a nivel residencial.

## Características
Coincide en parte con la Parroquia El Cafetal, que es una de las tres parroquias constitutivas del Municipio Baruta del Estado Miranda en Venezuela y que al igual que la parroquia Nuestra Señora del Rosario de Baruta fue absorbida en su totalidad por Caracas. Su capital es la urbanización homónima. 
Limita al norte con los municipios Sucre y Chacao, al este con el Municipio Sucre, al sur con el Municipio El Hatillo y al oeste con las parroquias Nuestra Señora del Rosario y Las Minas de Baruta. El eje central de El Cafetal es el Boulevard o Avenida Raúl Leoni (en honor al expresidente que gobernó Venezuela entre 1964 y 1969), tradicionalmente conocida como "Boulevard El Cafetal". 

## Historia
Es una urbanización desarrollada en la segunda mitad del siglo XX en lo que fuera una hacienda cafetalera (de la que tomó el nombre) en el este de la capital de Venezuela. 
En la década de los años cincuenta, en los confines del viejo pueblo de Petare, se lotificaba la urbanización "El Marqués" promovida por René Bruno Borges Villegas y proyectada por el ingeniero Luis Borges de Villegas Mejías. Al sur del Río Guaire emergieron las urbanizaciones "Las Mercedes" (1940) desarrollada por Venezolana de Inversiones CA. (VICA) y  "Los Rosales" (1941-1948) proyectada por Juan Bernardo Arismendi. Entre Las Mercedes y El Marques quedaba un territorio dedicado a cafetales, que frecuentemente era inundado por las locales quebradas del Río Guaire y consiguientemente era en parte pantanoso, en ese territorio se ubica la Urbanización El Cafetal.
La urbanización del territorio inició en los años setenta del siglo XX con el apoyo y financiación del Banco Obrero, posterior a la urbanización de los territorios de Las Mercedes, la construcción de la Autopista Prados del Este y el comienzo del proyecto de construcción de la Universidad Simón Bolívar.
Los terrenos inicialmente pertenecían a Eugenio Mendoza y Armando Planchart, que como inversionistas privados promovieron la creación de la Avenida Principal de El Cafetal (sobre la homónima quebrada) junto a los empresarios que desarrollaron Las Mercedes.

## Organización y Datos de Interés
El Cafetal se destaca por ser una macro-urbanización, dentro de la cual existen diversas urbanizaciones o sectores que permitieron asegurar una mejor organización y planificación residencial del territorio. La mayoría de estas zonas poseen nombres de santos católicos y, dentro de ellas, cada una tiene una forma peculiar y particular de nombrar sus calles y avenidas. 
Las zonas de El Cafetal organizadas de sur a norte, son las siguientes: 
- Santa Paula: zona residencial de casas y edificios. Su avenida principal se llama "Circunvalación del Sol" que se conecta al Boulevard El Cafetal y sus calles poseen los nombres de los planetas y signos zodiacales.
- Santa Ana: zona residencial de casas principalmente. Su avenida central es la Avenida Santa Ana que conecta con el Boulevard El Cafetal y sus calles poseen nombres de las ciudades de Venezuela.
- Santa Clara: zona residencial de casas (cerrada o privada) al final del Boulevard El Cafetal y comparte con Santa Ana, calles con los nombres de ciudades de Venezuela.
- San Luis: zona residencial, comercial, educativa y deportiva. Su avenida principal es la llamada "San Luis", conectada con el Boulevard El Cafetal, y sólo posee tres calles: Calle San Luis, Calle Margarita Norte y Calle Sur.
- Santa Sofia: zona residencial abierta y privada. Su avenida principal es la llamada "Santa Sofia", conectada al Boulevard El Cafetal, y sus calles son puntos cardinales: Santa Sofia Norte, Santa Sofia Sur y Santa Sofia Centro.
- Santa Marta: zona residencial, principalmente privada, su avenida principal se llama "Santa Marta" y sus calles se identifican con letras.

Para muchos, Caurimare y Chuao son consideradas parte de El Cafetal al ser parte de la parroquia del mismo nombre y estar conectadas con el Boulevard El Cafetal, pero realmente son urbanizaciones independientes.
Dependiendo de la zona de El Cafetal, se pueden encontrar NSE medio, medio-alto y alto, pero principalmente es considerada una urbanización de clase media.

## Lugares de Interés
El Cafetal se destaca por poseer en su territorio diversos centros educativos, comerciales, de salud, religiosos y deportivos. 
| Centros Educativos               | Centros Comerciales                                | Centros de Salud                                   | Centros Religiosos                                                   | Clubes Sociales y Centros Deportivos |
| -------------------------------- | -------------------------------------------------- | -------------------------------------------------- | -------------------------------------------------------------------- | ------------------------------------ |
| UE. Colegio San Luis             | Plaza las Américas                                 | Clínica Santa Sofía                                | Parroquia Nuestra Señora de la Caridad del Cobre                     | Club Santa Paula                     |
| UE. Colegio El Angel             | Plaza las Américas II                              | Grupo Médico Santa Paula (antigua Clínica Sanitas) | Parroquia San Luis Gonzaga                                           | Polideportivo Chucho Ramos           |
| UE. Colegio Cumbres de Caracas   | CC Caurimare (colinda con el Boulevard El Cafetal) | Laboratorio Clínico MCS                            | Colegio San Luis                                                     | Polideportivo Santa Paula            |
| UE. Colegio Aula Nueva           | CC San Luis                                        |                                                    | Templo de la Iglesia de Jesucristo de los Santos de los Últimos Días | Estadio de Béisbol Vidal López       |
| UE. Colegio Madison              | CC Santa Marta                                     |                                                    |                                                                      |                                      |
| UE. Nacional Josefa Irausquin    | CC Santa Sofia                                     |                                                    |                                                                      |                                      |
| UE. Nacional Jesus Alfaro Zamora | CC El Cafetal                                      |                                                    |                                                                      |                                      |
| Biblioteca Raúl Leoni            | CC El Sol                                          |                                                    |                                                                      |                                      |
|                                  | CC Santa Paula                                     |                                                    |                                                                      |                                      |